# International Centre for the Study of the Preservation and Restoration of Cultural Property
International Centre for the Study of the Preservation and Restoration of Cultural Property (ICCROM) grundades Rom 1959.
Organisationen verkar för att bevara alla typer av kulturarv, såväl flyttbara och icke flyttbara. Idag har ICCROM ett hundratal medlemsstater.